# Aleksandr Solzhenitsyn
Aleksandr Isáievich Solzhenitsyn (en ruso: Алекса́ндр Иса́евич Солжени́цын, romanización Aleksandr Isaevič Solženicyn) (Kislovodsk, 11 de diciembre de 1918-Moscú, 3 de agosto de 2008) fue un escritor e historiador ruso. Crítico del socialismo soviético, contribuyó a dar a conocer el Gulag, el sistema de campos de trabajos forzados de la Unión Soviética en el que él estuvo preso desde 1945 hasta 1956. Fue el gran novelista del gulag; por su obra monumental, casi hiriente, y sin duda herida por su propia experiencia de dolor y de exilio, Occidente tuvo noticia narrativa, y a veces poética, desolada, de las crueldades de Stalin. Fue galardonado con el Premio Nobel de Literatura en 1970 «por la fuerza ética con la que ha continuado las tradiciones indispensables de la literatura rusa».
Gran parte de sus trabajos fueron censurados por el aparato estatal soviético, pero su obra alcanzó un volumen notable, sobre todo Archipiélago Gulag, Un día en la vida de Iván Denísovich, Agosto de 1914 y Pabellón del cáncer. En 1974, fue expulsado de la Unión Soviética y se le retiró la ciudadanía; la cual le fue restituida en 1990, dieciséis años después. Tras la disolución de la Unión Soviética en 1991, regresó a Rusia donde permaneció hasta su muerte en 2008.

## Biografía y carrera literaria
Hijo de un terrateniente cosaco muerto poco antes de que naciera y una maestra, pasó su infancia en Rostov del Don y estudió en la Universidad Federal del Sur matemáticas y física; ya entonces intentó publicar algunos trabajos.

### Guerra Mundial y condenas
Se graduó en 1941 y empezó a servir ese mismo año en el Ejército Rojo hasta 1945, en el cuerpo de transportes primero y más tarde de oficial artillero. Participó en la mayor batalla de tanques de la historia (batalla de Kursk) y fue detenido en febrero de 1945 en el frente de Prusia Oriental, cerca de Königsberg (hoy Kaliningrado), poco antes de que empezara la ofensiva final del Ejército soviético que acabaría en Berlín. La razón de esta detención fueron algunas cartas enviadas con un amigo en las que criticaba la conducción de la guerra por Stalin. Por ello, fue condenado a ocho años de trabajos forzados. Lo encerraron en la Lubianka y los primeros años de su cautiverio los pasó en varios campos del Gulag hasta que, gracias a sus conocimientos matemáticos, fue a parar a un centro de investigación científica para presos políticos, sharashka, vigilado por la Seguridad del Estado. Eso le inspiró su novela El primer círculo. El tema de las penalidades sufridas por los excombatientes de la Gran Guerra Patria, acusados de haber tenido demasiado contacto con el enemigo, aparece también en otros autores soviéticos de la época, como Vasili Grossman.

### Primeras obras
En 1950, fue trasladado a un campo especial en la ciudad de Ekibastuz, en Kazajistán, donde se gestó Un día en la vida de Iván Denísovich. En 1962, Nikita Jruschov, empeñado en distanciarse poco a poco del estalinismo, dio su venia a Aleksandr Tvardovski para que apareciera en Novy Mir, revista literaria de mayor difusión del país; el relato denuncia la vida de los condenados en el Gulag y se convirtió en un best seller. La gente hacía cola para adquirirlo y la obra provocó un debate sobre el estalinismo más grande de lo tolerable, de forma que dos años después se impidió que obtuviera el Premio Lenin y luego fue prohibida, aunque se conseguía en el samizdat y otras formas clandestinas de edición. El libro cuenta un «buen» día en la vida de un preso en un campo del Gulag.
En la década de los cincuenta, el autor trabajaba de presidiario minero, albañil y forjador, y contrajo un tumor del que fue operado; el cáncer se le reprodujo y esa experiencia sirvió de material para su novela Pabellón del cáncer, que terminó en 1967. Un mes después de haber cumplido los ocho años de condena, Stalin había muerto, aunque las penas de Solzhenitsyn no habían acabado.

### Destierro y publicación de sus obras
Aún tenía que cumplir el destierro «a perpetuidad», por lo que fue enviado a Kokterek (provincia de Zhambyl de la RSS de Kazajistán) desde marzo de 1953 a 1956, lo que aprovechó para escribir en secreto mientras daba las clases en la escuela primaria. Liberado y rehabilitado en 1956, a Solzhenitsyn se le permitió vivir en Vladímir y Riazán, en el centro de la RSFS de Rusia, donde pudo llevar una vida normal, dando clases de matemáticas y escribiendo sobre sus experiencias en la cárcel. Ese fue el material de su primera novela, Un día en la vida de Iván Denísovich (noviembre de 1962), que fue publicada gracias al deshielo provocado por la denuncia del estalinismo realizada en el XX congreso del PCUS por Nikita Jrushchov. Lo hizo el poeta Aleksandr Tvardovski en la revista literaria que dirigía, la más importante de su país, Novy Mir (Nuevo Mundo), y le procuró una gran popularidad en la Unión Soviética y fuera de ella. Pero la apertura duró poco y el autor se pasó los últimos años sesenta en un forcejeo constante para poner a salvo del KGB sus archivos y manuscritos, muchos de ellos difundidos por toda la URSS en samizdat, copias rudimentarias clandestinas. Un día en la vida de Iván Denísovich fue prohibida, y el original de El primer círculo, del que el autor había hecho varias versiones, fue confiscado, así como todos sus papeles.
Antes había publicado a duras penas Nunca cometemos errores (1963) y Por el bien de la causa (1964).

### Persecución y Premio Nobel
En 1969, fue expulsado de la Unión de Escritores Soviéticos por denunciar que la censura oficial le había prohibido varios trabajos, pudiendo apenas publicar las novelas El primer círculo (1968), El pabellón del cáncer (1968-69) y Agosto de 1914 (1971). El galardón del Premio Nobel de Literatura de 1970 acudió en su ayuda; declinó sin embargo, ir a Estocolmo por temor a que las autoridades soviéticas no le permitieran regresar y también, para ultimar su obra más conocida, la monumental Archipiélago Gulag.

### Archipiélago Gulag
De su encarcelamiento en Siberia nació Archipiélago Gulag, un monumento novelístico que causó admiración y controversia al mismo tiempo. La primera parte fue publicada en diciembre de 1973 en París, después de que una copia del manuscrito se perdiera al caer en manos de la KGB en la URSS y su portadora, Elizaveta Voronyánskaya, secretaria del autor, se ahorcara tras haber sido torturada. «Con el corazón oprimido —explicó en la primera página—, durante años me abstuve de publicar este libro, ya terminado. El deber para con los que aún vivían podía más que el deber para con los muertos. Pero ahora, cuando pese a todo, ha caído en manos de la Seguridad del Estado, no me queda más remedio que publicarlo inmediatamente».
Para escribir esta obra Solzhenitsyn había entrevistado a 227 supervivientes de los campos de trabajo soviéticos del Gulag, cuyas identidades protegió con celo. Mezcla hechos históricos y autobiográficos con testimonios personales ajenos y la obra desencadenó un vendaval de ataques al autor en la prensa y los medios soviéticos. Fue detenido y acusado de traición el 12 de febrero de 1974 y al día siguiente se lo expulsó de la URSS y marchó al exilio. Fue deportado a Fráncfort del Meno en la República Federal de Alemania y privado de la ciudadanía soviética.
Archipiélago Gulag es un análisis del sistema de prisiones soviético, del terrorismo y de la policía secreta. Con un estilo suelto, alejado de solemnidades melodramáticas y un leve toque irónico que aliviaba la tensión lectora en un laberinto de continuas tragedias, se enumeraban las «atrocidades de un Estado enfrentado demencialmente a su propio pueblo casi desde sus inicios». A estos campos Solzhenitsyn los denominó metafóricamente archipiélago, por ser de campos de trabajo repartidos por toda la URSS. Además, el título original en ruso, Arjipelag Gulag, produce un efecto sonoro impactante.
Archipiélago Gulag se publicó primero en Francia (1973) y apareció poco después en otros idiomas. Archipiélago Gulag 2 y Archipiélago Gulag 3 fueron publicados en 1975 y 1978 respectivamente.

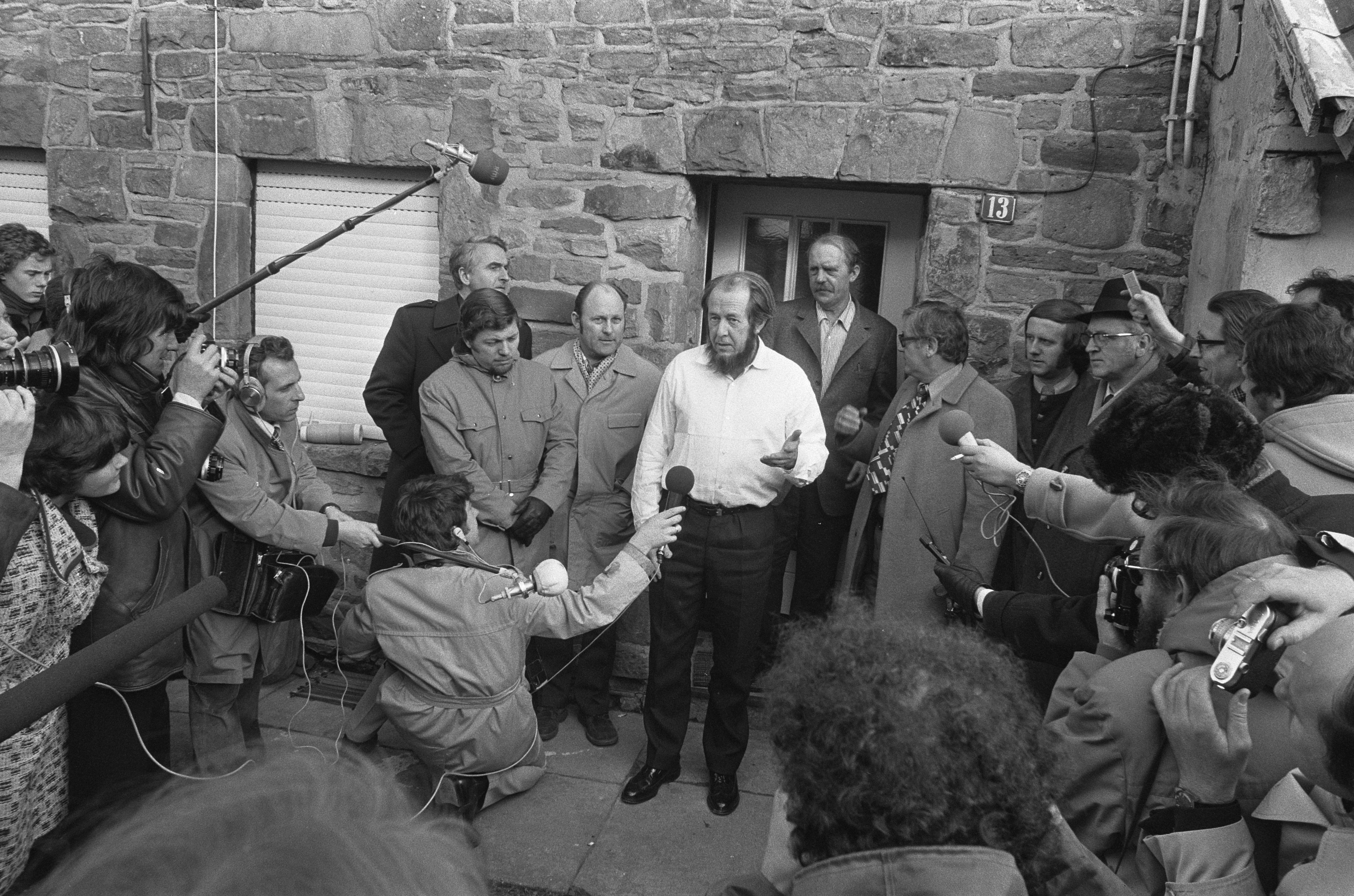
Solzhenitsyn habla con la prensa a las puertas de la casa de Heinrich Böll que está a sus espaldas. 14 de febrero de 1974, Colonia, Alemania Occidental.

### Expulsión y exilio
El régimen desposeyó a Solzhenitsyn de su ciudadanía y lo lanzó a un exilio en el que aquel hombre debilitado pero firme no halló siempre el hueco más amigable. Encontró acomodo en Estados Unidos, en 1974. Solzhenitsyn pasó a ser huésped de las democracias occidentales y proscrito en el país donde nació su conciencia. Encontró refugio en la casa de Heinrich Böll. En 1975, viaja a los Estados Unidos para establecerse allí tras publicar la novela-documento Lenin en Zúrich: capítulos, en una casa cerca de Cavendish (Vermont), con su esposa Natasha y sus tres hijos. Ahí se dedicó a escribir dos ensayos El roble y el ternero, fundamental para entender el mecanismo interno de la vida literaria soviética, y El peligro mortal, en el que analiza los errores de la visión estadounidense sobre Rusia. Volvió a su patria en 1994, luego de la disolución de la Unión Soviética, cuando Mijaíl Gorbachov favoreció su regreso y la recuperación oficial de la ciudadanía rusa. Según Laura Vaccaro, fue recibido como un héroe, a pesar de lo cual no dejó de ejercer hasta su muerte el pensamiento crítico sobre Rusia.

### Regreso a Rusia y últimos trabajos

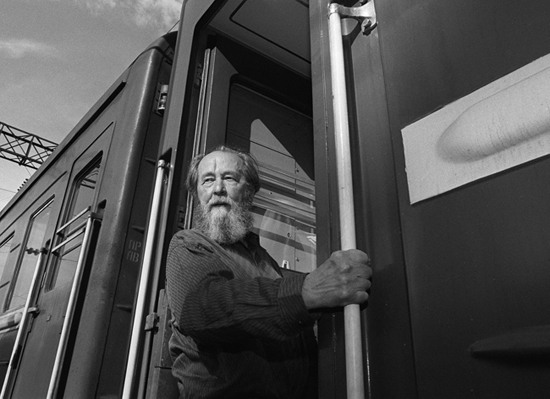
Solzhenitsyn en 1994 en un tren en Vladivostok. Tras veinte años de exilio, el autor pudo regresar a su Rusia natal.

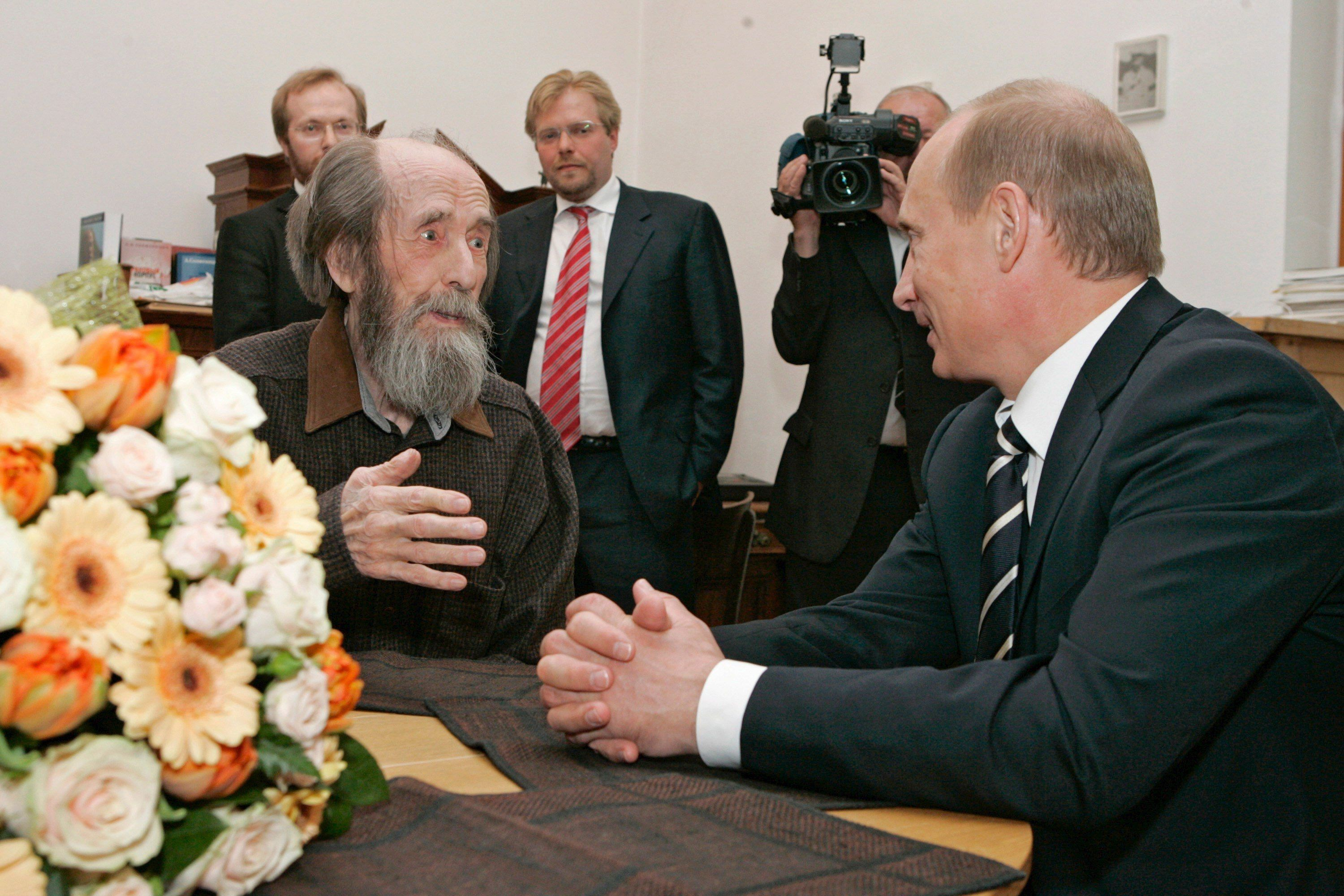
Solzhenitsyn con el presidente ruso Vladímir Putin en 2007.

Sus últimos trabajos son Cómo reorganizar Rusia (1990) y El problema ruso: al final del siglo XX (1992). En 1994 volvió a su tierra, y allí fue acogido como un héroe. En 1967 había escrito: «No tengo ninguna esperanza en Occidente, y ningún ruso debería tenerla. La excesiva comodidad y prosperidad han debilitado su voluntad y su razón».
Proclamaba que Occidente carecía de recursos morales y espirituales para resistirse a su propia decadencia. Dedicó sus últimos años a lo que considera la culminación de su trayectoria, una novela histórica de fondo tolstoiano, La rueda roja, que abarca desde la caída del régimen zarista al ascenso al poder de los bolcheviques. Es una tetralogía compuesta por Agosto de 1914, Octubre de 1916, Marzo de 1917 y Abril de 1917.
En 1983, recibió el Premio Templeton. En una entrevista publicada últimamente afirma que uno de los principales males de Rusia consiste en carecer de una verdadera e importante administración a nivel local, que pueda fundar una democracia real desde sus cimientos.
En 2007, fue galardonado con el Premio Estatal de la Federación de Rusia para la actividad humanística. Hasta su muerte, fue considerado un referente político y moral por la inmensa mayoría de los rusos. Incluso sus detractores admitían la rectitud de su amor por la verdad.[cita requerida]
Tras la publicación de Agosto de 1914, Octubre de 1916 y aún más después de la publicación de Doscientos años juntos, un ensayo histórico-literario de dos volúmenes acerca de la historia de los judíos en Rusia, un gran número de investigadores y expertos consideran que Solzhenitsyn expresa ideas antisemitas en estas y otras obras debido a su tendencia a justificar la violencia hacia los judíos a través de la historia como castigo colectivo por los supuestos crímenes de algunos individuos que él considera judíos.

### Muerte y entierro
Solzhenitsyn murió el 3 de agosto de 2008 a la edad de 89 años a consecuencia de una insuficiencia cardíaca en su residencia de Moscú, según informó su hijo a la prensa. A la capilla ardiente, instalada en la sede de la Academia de las Ciencias de Rusia, acudieron en masa los moscovitas, para rendirle un último homenaje. También el entonces presidente ruso Vladímir Putin rindió homenaje al mayor crítico del régimen comunista. La tumba del escritor se encuentra en el cementerio del monasterio Donskói de Moscú, un camposanto del siglo XVI donde recibían sepultura en el pasado miembros de la realeza. Solzhenitsyn recibiría sepultura al lado de la tumba del famoso historiador ruso Vasili Kliuchevski (1841-1911), como él mismo pidió.

## Posiciones políticas
Tras su expulsión de la Unión Soviética, Solzhenitsyn sorprendió a la opinión pública por sus críticas a Occidente. Llegó a ver en el marxismo una ideología occidental, pero también condenó el materialismo, el individualismo y el ateísmo que, según él, estaban en la base de la civilización occidental. Pronto fue considerado un nacionalista ruso por sus llamamientos a regenerar los valores tradicionales de Rusia, a los que consideraba una posible alternativa para dejar atrás tanto la democracia liberal como el comunismo totalitario. Mientras que algunos académicos han defendido su propuesta al respecto —calificándola de progresista—, otros, entre los que destaca el historiador Aleksandr Yánov, denunciaron la deriva iliberal de Solzhenitsyn hacia un nacionalismo de tipo autoritario o incluso fascista.
Algunos autores han señalado la problemática relación de Solzhenitsyn con el presidente Vladímir Putin, con quien ha mantenido relaciones cordiales desde el principio de su mandato y cuya labor ha defendido públicamente. En 2005, durante la llamada Revolución naranja en Ucrania y coincidiendo con manifestaciones masivas en Rusia, Solzhenitsyn apareció en la televisión estatal en un gesto que fue visto como un intento del Gobierno ruso por neutralizar las protestas y prevenir un cambio de régimen. En 2007, el Kremlin utilizó la figura de Solzhenitsyn y su oposición a la Revolución de Febrero de 1917 para tratar de contener las protestas de la oposición; poco después ese mismo año, Solzhenitsyn era galardonado con un premio estatal por Putin, quien afirmaba que su gobierno había tomado decisiones siguiendo los consejos del propio Solzhenitsyn. Su ideario ha sido influenciado por el nacionalista contrarrevolucionario ruso Iván Ilyín, quien a su vez es uno de los autores de cabecera de Putin.

### Cristianismo, zarismo y nacionalismo ruso
Según William Harrison, Solzhenitsyn era un «archirreaccionario» que sostenía que el Estado soviético «reprimía» la cultura tradicional rusa y ucraniana, que pedía la creación de un Estado eslavo unido que abarcara Rusia, Ucrania y Bielorrusia, y que era un feroz opositor a la independencia de Ucrania. Está bien documentado que sus opiniones negativas sobre la independencia de Ucrania se volvieron más radicales con el paso de los años. Harrison también alegó que Solzhenitsyn tenía opiniones paneslavistas y monárquicas. Según Harrison, «su escritura histórica está imbuida de un anhelo por una era zarista idealizada cuando, aparentemente, todo era color de rosa. Buscó refugio en un pasado de ensueño, donde, creía, un Estado eslavo unido (el Imperio Ruso) construido sobre cimientos ortodoxos había proporcionado una alternativa ideológica al liberalismo individualista occidental».
Solzhenitsyn también denunció repetidamente al zar Alejo de Rusia y al patriarca Nikon de Moscú por causar el Gran Cisma de 1666, que según Solzhenitsyn dividió y debilitó a la Iglesia Ortodoxa Rusa en un momento en que la unidad era desesperadamente necesaria. Solzhenitsyn también atacó tanto al zar como al patriarca por usar la excomunión, el exilio siberiano, el encarcelamiento, la tortura e incluso la quema en la hoguera contra los Viejos Creyentes, que rechazaron los cambios litúrgicos que causaron el Cisma. 
Solzhenitsyn también argumentó que la descristianización de la cultura rusa, que él consideraba la mayor responsable de la Revolución bolchevique, comenzó en 1666, empeoró mucho durante el reinado del zar Pedro el Grande y se aceleró hasta convertirse en una epidemia durante la Ilustración, la era romántica y la Edad de Plata.
Ampliando este tema, Solzhenitsyn declaró una vez: "Hace más de medio siglo, cuando todavía era un niño, recuerdo haber oído a un grupo de ancianos ofrecer la siguiente explicación de los grandes desastres que habían caído sobre Rusia: "Los hombres se han olvidado de Dios; por eso ha sucedido todo esto". Desde entonces he pasado casi 50 años trabajando en la historia de nuestra revolución; en el proceso he leído cientos de libros, he recopilado cientos de testimonios personales y ya he contribuido con ocho volúmenes propios al esfuerzo de limpiar los escombros que dejó esa convulsión. Pero si hoy me pidieran que formulara lo más concisamente posible la causa principal de la ruinosa revolución que se tragó a unos 60 millones de nuestros ciudadanos, no podría expresarlo con más precisión que repetir: "Los hombres se han olvidado de Dios; por eso ha sucedido todo esto".
En una entrevista con Joseph Pearce, sin embargo, Solzhenitsyn comentó: "[Los Viejos Creyentes] fueron tratados de una manera increíblemente injusta debido a algunas diferencias muy insignificantes, insignificantes en el ritual, que fueron promovidas con poco criterio y sin mucha base sólida. Debido a estas pequeñas diferencias, fueron perseguidos de muchas maneras crueles, fueron reprimidos, fueron exiliados. Desde la perspectiva de la justicia histórica, simpatizo con ellos y estoy de su lado, pero esto de ninguna manera se relaciona con lo que acabo de decir sobre el hecho de que la religión, para mantenerse al día con la humanidad, debe adaptar sus formas a la cultura moderna. En otras palabras, ¿estoy de acuerdo con los Viejos Creyentes en que la religión debería congelarse y no moverse en absoluto? ¡En absoluto!"
Cuando Pearce le preguntó su opinión sobre la división dentro de la Iglesia Católica Romana a raíz del Concilio Vaticano II y la Misa de Pablo VI, Solzhenitsyn respondió: "Una pregunta peculiar de la Iglesia Ortodoxa Rusa es: ¿debemos continuar usando el antiguo eslavo eclesiástico o debemos comenzar a introducir más del idioma ruso contemporáneo en el servicio? Entiendo los temores tanto de los ortodoxos como de los católicos, la cautela, la vacilación y el temor de que esto esté rebajando a la Iglesia a la condición moderna, al entorno moderno. Entiendo esto, pero, por desgracia, temo que si la religión no se permite cambiar, será imposible devolver el mundo a la religión porque el mundo es incapaz por sí solo de elevarse tan alto como las antiguas demandas de la religión. La religión necesita venir y satisfacerlas de alguna manera".
Sorprendido al oír a Solzhenitsyn, "tan a menudo percibido como un architradicionalista, aparentemente poniéndose del lado de los reformadores", Pearce le preguntó entonces a Solzhenitsyn qué pensaba de la división causada dentro de la Comunión Anglicana por la decisión de ordenar mujeres sacerdotes.
Solzhenitsyn respondió: "Sin duda, hay muchos límites firmes que no se deben cambiar. Cuando hablo de algún tipo de correlación entre las normas culturales del presente, en realidad no es más que una pequeña parte de todo el asunto". Solzhenitsyn añadió: "Sin duda, no creo que el sacerdocio femenino sea el camino a seguir".

### Rusia y los judíos

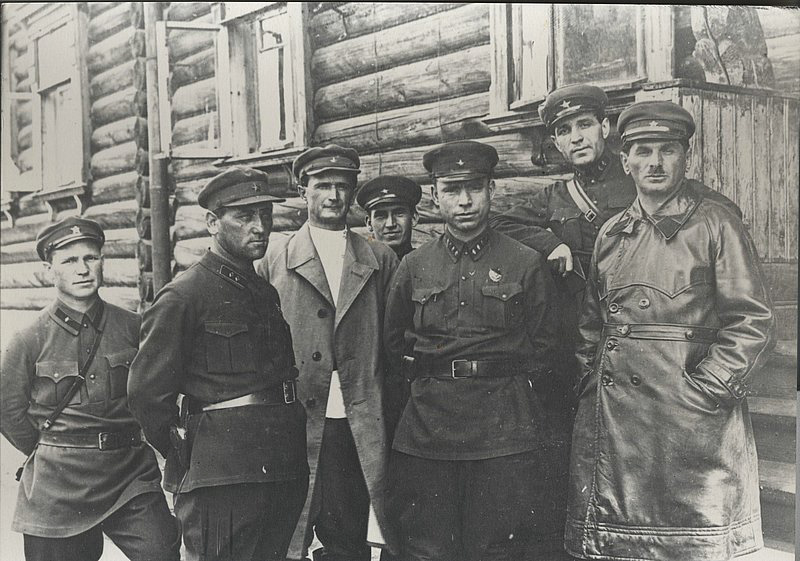
Naftaly Frenkel (a la derecha) y el jefe del Gulag Matvéi Berman (centro) en las obras del Canal del Mar Blanco-Báltico, julio de 1932

En su ensayo de 1974 Arrepentimiento y autolimitación en la vida de las naciones, Solzhenitsyn instó a los "gentiles rusos" y a los judíos por igual a asumir la responsabilidad moral por los "renegados" de ambas comunidades que abrazaron con entusiasmo el ateísmo y el marxismo-leninismo y participaron en el Terror Rojo y muchos otros actos de tortura y asesinatos en masa después de la Revolución de Octubre. Solzhenitsyn sostuvo que tanto los gentiles rusos como los judíos deberían estar preparados para tratar las atrocidades cometidas por los bolcheviques judíos y gentiles como si fueran actos de sus propios familiares, ante sus conciencias y ante Dios. Solzhenitsyn dijo que si negamos toda responsabilidad por los crímenes de nuestros parientes nacionales, "el concepto mismo de pueblo pierde todo significado".
En una reseña de la novela de Solzhenitsyn Agosto de 1914 en The New York Times del 13 de noviembre de 1985, el historiador judío estadounidense Richard Pipes escribió: «Cada cultura tiene su propia marca de antisemitismo. En el caso de Solzhenitsyn, no es racial. No tiene nada que ver con la sangre. Ciertamente no es racista; la cuestión es fundamentalmente religiosa y cultural. Tiene cierto parecido con Fiódor Dostoyevski, que era un ferviente cristiano y patriota y un antisemita rabioso. Solzhenitsyn está indudablemente en las garras de la visión de la extrema derecha rusa sobre la Revolución, que es que fue obra de los judíos». El premiado novelista judío y sobreviviente del Holocausto Elie Wiesel no estuvo de acuerdo y escribió que Solzhenitsyn era «demasiado inteligente, demasiado honesto, demasiado valiente, demasiado gran escritor» para ser antisemita. En su libro de 1998 Rusia en colapso, Solzhenitsyn criticó la obsesión de la extrema derecha rusa con las teorías conspirativas antisemitas y antimasónicas.

## Libros
- Un día en la vida de Iván Denísovich (1962), novela corta (póvest)
- Nunca cometemos errores (1963), novela
- La casa de Matriona (1963), novela
- Por el bien de la causa (1964), novela
- Pabellón del cáncer (1968), novela
- El primer círculo (1968), novela
- Agosto de 1914 (1971; revisada y ampliada en 1983), novela
- Archipiélago Gulag (1973), ensayo-reportaje
- Lenin en Zúrich (1975), ensayo
- El roble y el ternero (1975), memorias
- Archipiélago Gulag 2 (1975), ensayo-reportaje
- Carta a los dirigentes de la Unión Soviética (1976), ensayo
- Archipiélago Gulag 3 (1978), ensayo-reportaje
- Los tanques conocen la verdad (1980), ensayo
- Prisioneros (1983), ensayo
- Noviembre de 1916 (1983), novela
- Marzo de 1917 (1986), novela
- Cómo reorganizar Rusia (1990), ensayo
- Abril de 1917 (1991), novela
- El problema ruso: al final del siglo XX (1992), ensayo
- Rusia bajo los escombros (1992), ensayo
- Los invisibles (1992), ensayo
- El error de Occidente (1998), ensayo
- Doscientos años juntos (1795–1995) (2001), ensayo

## Adaptaciones cinematográficas
- Aleksandr Solzhenitsyn en Internet Movie Database (en inglés).